# Тоде Илиевски
Тоде Илиевски (на македонска литературна норма: Тоде Илиевски) е виден северномакедонски писател, автор на поезия за деца и възрастни, сборници с шахматни задачи и други.

## Биография
Роден е на 7 март 1952 година в охридското село Мраморец, тогава в комунистическа Югославия, днес Северна Македония. Завършва Филологическия факултет на Скопския университет. След това живее в Охрид и работи като учител по македонска литературна норма и литература в Дебър. В 1994 година става член на Дружеството на писателите на Македония. Негови творби са превеждани на други езици и е автор на книги с поезия, като негови стихотворения са вклюени в разлини антологии. Работи в редакциите на различни северномакедонски периодични издания. Носител е на серия литературни награди, сред които „Празник на липите“ и други.

## Награди
- Грамота на Св. Климент (за творчество, 2002)
- Награда на „Празника на липите“ (за песен, 2003 и 2006)
- Награда на фестивала „Славянска прегръдка“ – Варна (за песен, 2008)
- Награда на Издателската къща „Феникс“ (за кратък разказ, 2008)
- Награда „Ванчо Николески“ (за най-добра стихосбирка за деца, 2010)[2]